# 奇卡曼
15°20′54″N 90°47′58″W / 15.34833°N 90.79944°W
奇卡曼（西班牙語：Chicamán），是危地馬拉的城鎮，位於該國中西部，由基切省負責管轄，面積513平方公里，海拔高度1,429米，2002年人口25,280，人口密度每平方公里49.28人。